# Prefettura apostolica di Yangzhou
La prefettura apostolica di Yangzhou (in latino: Praefectura Apostolica Yangchovensis) è una sede della Chiesa cattolica in Cina. La sede è vacante.

## Territorio
La prefettura apostolica comprende parte della provincia cinese di Jiangsu.
Sede prefettizia è la città di Yangzhou.

## Storia
La prefettura apostolica di Yangzhou (Yangchow) è stata eretta il 9 giugno 1949 con la bolla Recta Ecclesiarum di papa Pio XII, ricavandone il territorio dalla diocesi di Shanghai.

## Cronotassi dei vescovi
Si omettono i periodi di sede vacante non superiori ai 2 anni o non storicamente accertati.
- Eugene Fahy, S.I. † (9 febbraio 1951 - 1983 dimesso)